# پروانه‌های فرمانده
پروانه‌های فرمانده (نام علمی: Moduza) نام یک سرده از تبار تبار دریابد است.